# 長崎高頼
長崎 高頼（ながさき たかより、生没年不詳）は、鎌倉時代末期の武士。長崎光綱の息子で、長崎円喜の弟。通称は三郎左衛門尉。

## 人物・経歴
北条貞時・高時時代の御内人で、兄・円喜の補佐役として鎌倉幕府奉行人を歴任した。
『鎌倉年代記』によると、元弘元年（1331年）8月6日に典薬頭長朝（丹波長朝）、前宮内少輔忠時、工藤七郎右衛門入道、原新左衛門入道らとともに陰謀の企てがあったとして捕らえられ配流された。『保暦間記』では元徳2年（1330年）秋頃のこととしており、高頼の甥の内管領・高資の専横が激しくなり、それを苦慮した高時の命令により高頼らが高資追討を計画するが事前に発覚し、高時が自分は何も知らないとしらを切ったため、高頼が奥州に、その他の余党も諸国に流されたとする。この事件は嘉暦の騒動後もくすぶっていた長崎氏と安達氏、そして北条得宗家の権力闘争が表面化したものであると思われる。
2年後の元弘3年/正慶2年（1333年）に鎌倉幕府は滅亡する（元弘の乱）が、その時の高頼の動向は不明である。